# Émilie Depommier
Émilie Depommier (1º agosto 1981) è un'ex sciatrice alpina francese.

## Biografia
La Depommier, originaria di Manigod e attiva dal dicembre del 1996, esordì in Coppa Europa il 16 dicembre 1998 a Megève in supergigante e in Coppa del Mondo il 21 dicembre 2002 a Lenzerheide in discesa libera, in entrambi i casi senza completare la prova. In Coppa del Mondo disputò altre due gare ottenendo il miglior piazzamento nell'ultima, la discesa libera di San Sicario del 26 febbraio 2005 (35ª); si ritirò al termine di quella stessa stagione 2004-2005 e la sua ultima gara fu uno slalom gigante FIS disputato il 30 marzo a Villard-de-Lans, non completato dalla Depommier. Non prese parte a rassegne olimpiche o iridate.

## Palmarès

### Coppa Europa
- Miglior piazzamento in classifica generale: 79ª nel 2005

### Campionati francesi
- 1 medaglia:
  - 1 bronzo (discesa libera nel 2002)